# Lycosa carbonelli
Lycosa carbonelli este o specie de păianjeni din genul Lycosa, familia Lycosidae, descrisă de Costa și Capocasale, 1984.
Este endemică în Uruguay. Conform Catalogue of Life specia Lycosa carbonelli nu are subspecii cunoscute.